# Список глав государств в 313 году
Список глав государств в 312 году — 313 год — Список глав государств в 314 году — Список глав государств по годам

## Африка
- Мероитское царство (Куш) — Лахидеамани, царь (306 — 314)

## Азия
- Армения — Тиридат III, царь (287—330)
- Вакатака — Праварасена I, император (270—330)
- Гассаниды — Джабала I ибн аль-Харит I, царь (307—317)
- Гупта — Гхатоткача, махараджа (280—319)
- Дханьявади:
  - Тюрия Рупа, царь[англ.] (298—313)
  - Тюрия Мандала, царь[англ.] (313—375)
- Западные Кшатрапы — Рудрасимха II, махакшатрап (304—348)
- Иберия — Мириан III, царь (284—361)
- Китай (Период Шестнадцати варварских государств) —
  - Западная Цзинь:
    - Хуай-ди (Сыма Чи), император (307—313)
    - Минь-ди (Сыма Е), император (313—316)

  - Северная Хань — Лю Цун, император (310—318)
  - Чэн — Ли Сюн, император (303—334)
- Корея (Период Трех государств):
  - Конфедерация Кая — Коджиль, ван (291—346)
  - Когурё — Мичхон, тхэван (300—331)
  - Пэкче — Пирю, король (304—344)
  - Силла — Хырхэ, исагым (310—356)
- Кушанское царство — Чху, царь (310—325)
- Лахмиды (Хира) — Имру уль-Кайс I ибн Амр, царь (295—328)
- Паган — Ин Мин Пайк, король[англ.] (299—324)
- Персия (Сасаниды) — Шапур II, шахиншах (309—379)
- Раджарата — Сиримегхаванна, король (304—332)
- Тоба — Тоба Илу, вождь (295—315)
- Тогон — Муюн Туюхунь, правитель (312—317)
- Тямпа — Фан Йи, князь (284—336)
- Химьяр — Дамар'али Йихабирр II, царь (310—315)
- Чера — Иламкадунго, царь (287—317)
- Япония —
  - Удзи, правитель (непризнанный император) (310—313)
  - Нинтоку, император (313—399)

## Европа
- Боспорское царство:
  - Рескупорид VI, царь (303 — 342)
  - Радамсад, царь (308 — 323)
- Думнония — Динод ап Карадок, правитель (305 — 340)
- Ирландия — Фиаха Срайбтине, верховный король (285 — 322)
- Римская империя (Тетрархия):
  - Восток:
    - Максимин Даза, римский император (308 — 313)
    - Лициний, римский император (313 — 324)

  - Запад:
    - Лициний, римский император (308 — 313)
    - Константин Великий, римский император (308 — 337)

## Галерея
- Константин 
 308—337 
 Римский император (Запад)
- Максимин Даза 
 308—313 
 Римский император (Восток)
- Лициний 
 308—324 
 Римский император
- Мириан III 
 284—361 
 Царь Иберии
- Шапур II 
 309—379 
 Шахиншах Персии